# M'Sila (provins)
35°42′N 4°33′Ø / 35.7°N 4.55°Ø
M'Sila (arabisk: المسيلة al-Masīla, berbisk: ⵎⵙⵉⵍⴰ Msila) er en af Algeriets 48 provinser (fransk: Wilayah, arabisk: ولاية). Provinsen har et areal på 18.718 km2
og et indbyggertal på 990.591 (2008). Administrationscenteret er byen M'Sila.